# Barraca de pedra seca 2 Mas d'en Granell
La Barraca de pedra seca 2 Mas d'en Granell és una obra de Tarragona protegida com a Bé Cultural d'Interès Local.

## Descripció
S'hi accedeix per una pista que es torna senderó i que surt des de la part oest del Rodolat del Moro. Es tracta d'una barraca de pedra seca circular d'uns 2 m de diàmetre, partes d'1,5 m de gruix i de 3 m d'alçada en el seu punt més alt. Entrada d'arc de mig punt una mica rebaixat. Hi ha un tros enfonsat a la part de la porta. A l'interior, el recobriment de la falsa cúpula està desaparegut en algunes parts. Aquesta barraca es troba amagada entre pis, a prop del mas d'en Granell.